# Human Development Index
 "HDI" omdirigeres hertil. For PSA Peugeot Citroëns dieselmotor, se HDi.
| 0.800–1.000 (very high) 0.700–0.799 (high) 0.550–0.699 (medium) | 0.350–0.549 (low) Data unavailable |

Human Development Index (HDI; dansk: Menneskelig Udviklingsindeks) er et internationalt anvendt indeks for menneskelig udvikling, udarbejdet af UNDP (FN's udviklingsorganisation). Human Development Index anvendes til at måle og sammenligne velstand og udvikling i forskellige lande eller foretage sammenligninger af eksempelvis lokale regioner inden for et land.
Mens bruttonationalproduktet (BNP) måler et lands økonomiske værdiskabelse gennem anvendelse af standardiserede økonomiske retningslinjer, er HDI udviklet med det formål at kunne sammenfatte langt flere parametre, så indekset kan give et mere komplet – og samtidig også mere komplekst – udgangspunkt for en sammenligning, da det inkluderer fattigdom, læse- og skrivefærdigheder, uddannelse, forventet levealder, fertilitetsrate, sundhedsforhold samt en række andre faktorer.
HDI blev udviklet af den indiske modtager af Nobelprisen i økonomi Amartya Sen og hans pakistanske kollega Mahbub ul Haq (1934–1998), og fra 1990 er indekset blevet anvendt i FNs årlige rapport Human Development Report.
HDI angives på en skala fra 0 til 1, hvor 1 er bedst. Der foretages en vurdering af hver enkelt parameter, som derefter lægges sammen efter bestemt fastlagte matematiske regler, hvorefter hvert enkelt lands indekstal ligeledes fremstår som et tal mellem 0 og 1. Siden 2001 har Norge hvert år ligget øverst på den årlige internationale oversigt.

## Rangordning
I 2019-rapporten ligger Norge (0,954) fortsat på førstepladsen, hvorefter følger Schweiz, Irland og Tyskland. Danmark er placeret på en 11.-plads på indekset, med 0,930 – et fald på seks pladser siden 2013. Nederst på pladserne 188 og 189 ligger Den Centralafrikanske Republik og Niger.

## Ulighedsjusteret HDI
FN udarbejder også et ulighedsjusteret HDI, der supplerende inddrager ulighed i forskellige sociale og økonomiske dimensioner. I 2019 lå Norge også på førstepladsen i dette indeks, mens Danmark opnåede en syvendeplads blandt alle landene på ranglisten.